# Wyłudy (województwo warmińsko-mazurskie)
Wyłudy (niem. Willudden) – wieś w Polsce położona w województwie warmińsko-mazurskim, w powiecie węgorzewskim, w gminie Pozezdrze.
Wieś posiada kolonię Kolonia Wyłudy.
W latach 1975–1998 miejscowość należała administracyjnie do województwa suwalskiego.
Podczas akcji germanizacyjnej nazw miejscowych i fizjograficznych historyczna nazwa niemiecka Willudden została w 1938 r. zastąpiona przez administrację nazistowską sztuczną formą Andreastal. Obecna nazwa została administracyjnie zatwierdzona 12 listopada 1946.